# یکه تپه نیر
یکه تپه نیر مربوط به سده‌های اولیه دوران‌های تاریخی پس از اسلام است و در شهرستان رزن، بخش قروه درجزین، روستای نیر واقع شده و این اثر در تاریخ ۲۷ مرداد ۱۳۸۲ با شمارهٔ ثبت ۹۶۶۷ به‌عنوان یکی از آثار ملی ایران به ثبت رسیده است.